# Xanthosoma pubescens
Xanthosoma pubescens är en kallaväxtart som beskrevs av Eduard Friedrich Poeppig. Xanthosoma pubescens ingår i släktet Xanthosoma och familjen kallaväxter. Inga underarter finns listade.

## Bildgalleri

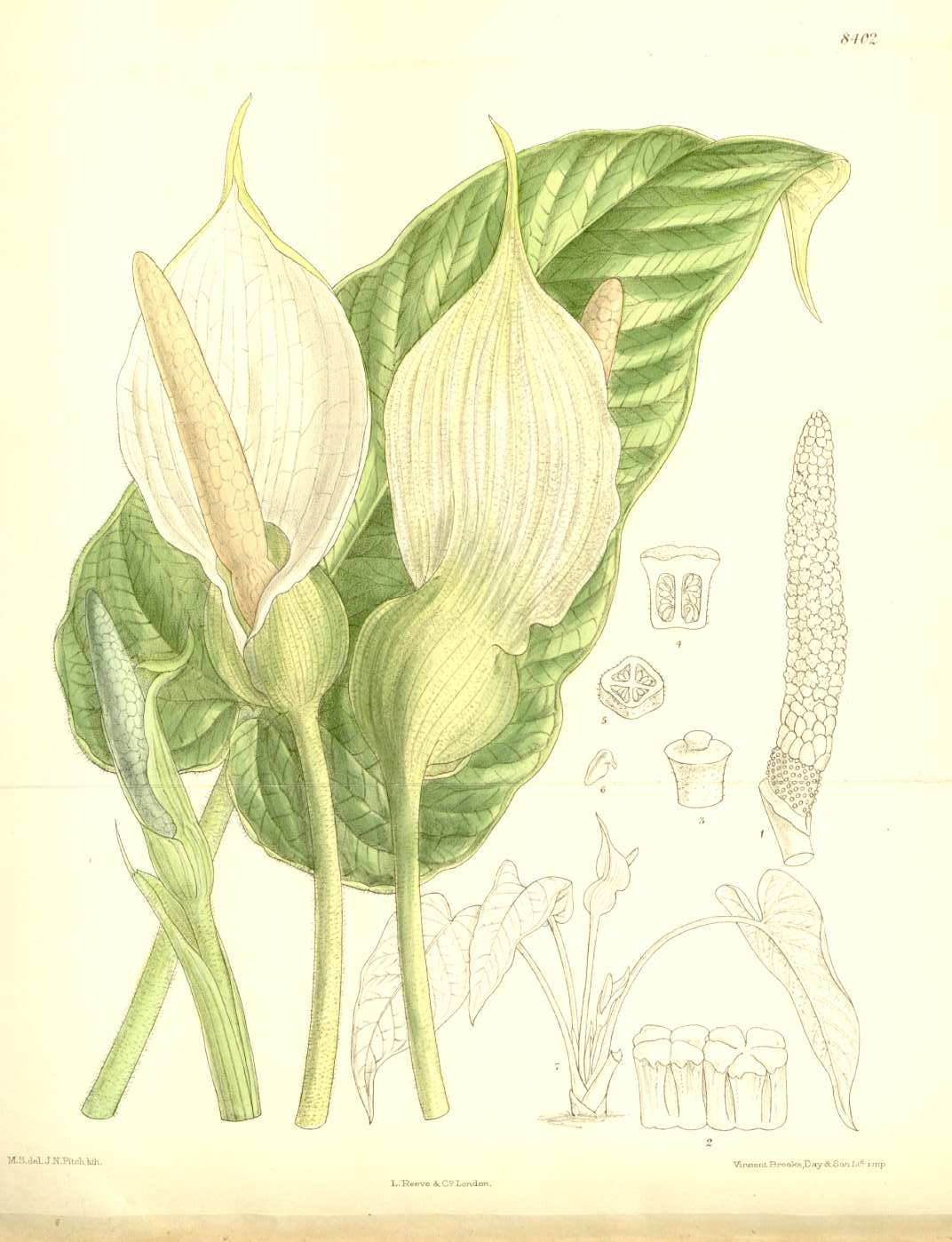